# 7647 Etrépigny
7647 Etrépigny este un asteroid din centura principală, descoperit pe 26 septembrie 1989, de Eric Elst.